# روسقونياي

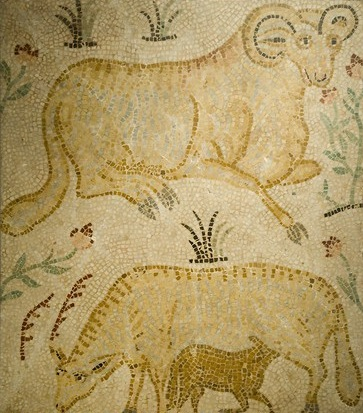
فسيفساء من روسقونياي

روسقونياي (بالإنجليزية: Rusguniae) كانت مدينة رومانية بربرية قديمة في موريتانيا القيصرية. تقع في تامنفوست الحالية بالجزائر.